# Герилів Степан Миколайович
Степан Миколайович Герилів (псевдонім: Стефко з Долини; нар. 19 червня 1954, с. Рудники, Україна) — український, журналіст, письменник, волонтер.

## Життєпис
Степан Герилів народився 19 червня 1954 року в селі Рудники Миколаївського району Львівської області.
У 1961—1971 роках навчався в Пісочненській середній школі. Рік працював слюсарем на місцевому склозаводі. В 1971—1977 — навчався на факультеті журналістики Львівського державного університету.
У 1977—1983 роках працював заввідділу і відповідальним секретарем Миколаївської районної газети «Ленінська зоря» (Львівська область). У 1983—1990 — заввідділу Долинської районної газети «Червона Долина», редактором районного радіомовлення.
У 1990—1995 працював у Долинській районній Раді народних депутатів.
З 1995 — на творчій роботі за межами України: в Канаді, Греції, із січня 2000 — у Сполучених Штатах Америки.
Після повернення в Україну, переїхав у м. Бердянськ Запорізької області, де навчалася донька, тут нині й проживає. Працює в газеті «Університетське Слово» Бердянського державного педагогічного університету.

## Громадська діяльність
Співзасновник (разом з провідним фахівцем з виховної роботи БДПУ Анеттою Омельченко та доктором філологічних наук, доцентом Софією Філоненко) і член волонтерської організації Бердянського державного педагогічного університету «Наші Атланти». Ідея заснування належить першому проректору БДПУ Володимиру Федорику. У 2016 році організація «Наші Атланти» була серед переможців конкурсу «Кращий волонтер року міста Бердянська».
Керівник благодійного фонду від імені Катерини Ковшевич.

## Творчість
Гумористичні та сатиричні твори почав писати ще в студентські роки під впливом Павла Глазового. Періодично публікував їх в обласних та районних засобах масової інформації, зокрема, в обласних газетах «Вільна Україна», «Прикарпатська правда», «Галичина» тощо.
З 1995 року донині є постійним автором канадського «Всесміху», членом редколегії, у 2001 — виконавчим редактором.
Перебуваючи в Греції з жовтня 1998 по травень 1999, вів веселу сторінку в місцевому українсько-грецькому тижневику «Вісник», де вміщував свої сатирично-гумористичні репортажі-памфлети на місцеві та політичні теми. Тимчасово проживаючи в Америці, виступав на нью-йоркському українському радіо «Голос України», на сторінках газет «Свобода», «Закордонна газета», «Міст», «Нова газета»…

## Доробок

### Книги
- гумористично-сатиричні збірки
  - «Стефко із Долини у канадської родини»
  - «Кучміада»
  - «Заробітчанські дзвони. Хроніка ностальгії» (2014).[4][5]
- документальний тритомник «Наші Атланти»[6]
  - «Наші Атланти: жертовність во ім'я спасіння» (2015, Тернопіль)[7][1][8]
  - «Наші Атланти: незмірна чаша милосердя» (2016, Мелітополь)[9][10]
  - «Наші Атланти: вистояти і перемогти» (2017, Мелітополь).[11]